# Åsa Larsson
Pour les articles homonymes, voir Larsson.
Åsa Larsson, née le 28 juin 1966 à Uppsala, est une avocate et romancière suédoise, auteure de romans policiers.

## Biographie
Bien que née à Uppsala, elle grandit à Kiruna en Laponie suédoise. Elle fait des études de droit à l'université d'Uppsala. Avant de devenir écrivain à plein temps, elle est avocate fiscaliste, une profession qu'elle partage avec l'héroïne de ses romans policiers, Rebecka Martinsson. Son premier roman, Horreur boréale (Solstorm), publié en 2003, est traduit en plusieurs langues et adapté au cinéma en 2007 par Leif Lindblom (sv). L'année suivante paraît son deuxième roman, Le Sang versé (Det spillts blod som), qui remporte le prix du meilleur roman policier suédois, tout comme pour le roman Till offer åt Molok en 2012.
Elle a également écrit des scénarios pour le feuilleton télévisé suédois Vita lögner.

## Style et thèmes
Åsa Larsson mélange les thèmes du roman policier et des romans de suspense psychologique. Elle ajoute à ses intrigues une bonne description du milieu et de bons portraits des personnages et de leurs relations. Une ou plusieurs femmes tiennent le rôle principal.

## Œuvres

### SérieRebecka Martinsson
1. Horreur boréale, Gallimard, coll. « Série noire », 2006 ((sv) Solstorm, 2003), trad. Philippe BouquetRéédition, Gallimard, coll. « Folio policier », no 612, 2011   Réédition sous le titre Les Nouveaux Prophètes, Le Livre de Poche, no 35473, 2020
2. Le Sang versé, Albin Michel, 2014 ((sv) Det blod som spillts, 2004), trad. Caroline Berg[2]
3. La Piste noire, Albin Michel, 2015 ((sv) Svart stig, 2006), trad. Caroline Berg
4. Tant que dure ta colère, Albin Michel, 2016 ((sv) Till dess din vrede upphör, 2008), trad. Rémi Cassaigne
5. En sacrifice à Moloch, Albin Michel, 2017 ((sv) Till offer åt Molok, 2012), trad. Caroline Berg
6. Les Crimes de nos pères, Albin Michel, 2022 ((sv) Fädernas missgärningar, 2021), trad. Anne Karila

### SériePAX
Cette série est coécrite avec Ingela Korsell (sv).
1. Les ténèbres avancent, Slalom, 2016 ((sv) Nidstången, 2014)
2. Le Grimm rôde, Slalom, 2016 ((sv) Grimmen, 2014)
3. Le Myling frappe, Slalom, 2017 ((sv) Myligen, 2015)
4. (sv) Bjäran, 2015
5. (sv) Gasten, 2015
6. (sv) Näcken, 2016

### Romans indépendants
- (sv) Upptäck jorden, 2003
- (sv) Aurinkomyrsky, 2005
- (sv) Tjernaja tropa, 2012

### Recueils de nouvelles
- (sv) Systrarna Hietala, 2007
- (sv) Guds starka arm, 2009Écrit avec Lena Andersson.

## Adaptations
- 2007 : Solstorm, film suédois réalisé par Leif Lindblom (sv), d'après le roman Horreur boréale.
- 2017 : Rebecka Martinsson, série télévisée suédoise réalisée par Mattias Grosin et Henrik Engstrom, d'après la saga d'Åsa Larsson racontant à partir du second livre Le Sang Versé (l'histoire du premier tome, Horreur Boréale ou Les Nouveaux Prophètes, est passé sous silence).